# Канин, Василий Александрович
Васи́лий Алекса́ндрович Ка́нин (11 [23] сентября 1862, Баку — 17 июня 1927, Марсель) — русский адмирал, командующий Балтийским флотом, член Государственного совета Российской империи, во время Гражданской войны — командующий Черноморским флотом ВСЮР.

## Биография
Родился в Баку 11 сентября (по старому стилю) 1862 года в семье потомственного дворянина, капитан-лейтенанта Российского императорского флота Александра Васильевича Канина.

### Карьера морского офицера
В 1882 году окончил Морской кадетский корпус. Также окончил Минный офицерский класс в Кронштадте в 1884 году (10-й выпуск). В 1896—1897 годах находился в заграничном плавании на эскадренном броненосце «Император Николай I», командовал миноносцами «Орёл» и «Глухарь». Участник китайской кампании 1900—1901, затем флагманский минер практической эскадры Чёрного моря. В 1902—1903 годах старший офицер канонерской лодки «Черноморец». В 1903—1904 годах — старший офицер эскадренного броненосца «Георгий Победоносец». В 1904—1907 годах заведующий торпедным складом и пристрелочной станцией Севастопольского порта. В 1907—1908 годах командир канонерской лодки «Кубанец». В 1908—1911 годах командир линейного корабля «Синоп». В январе 1911 года переведён на Балтийское море, начальник 4-го дивизиона миноносцев и председатель Комиссии по наблюдению за постройкой кораблей. 6 декабря 1913 года произведён в чин контр-адмиралa «за отличие» и назначен Начальником отряда заградителей Балтийского моря (06.12.1913 — 1915).

### Первая мировая война
В августе—сентябре 1914 года успешно руководил постановкой минных заграждений на Балтике. 9 февраля 1915 года был присвоен чин вице-адмирала «за отличие в делах против неприятеля на основании Высочайшего повеления с 24 декабря 1914 года» с назначением исполняющим должности Начальника минной обороны Балтийского моря.
В конце 1914 года разработал проект противолодочной сети с подрывными патронами для уничтожения попавших в сеть вражеских подводных лодок, заграждения на основе этой сети изготавливались промышленностью и устанавливались на Балтике в 1915—1916 годах.
14 мая 1915 года, после смерти адмирала Н. О. Эссена, назначен командующим флотом Балтийского моря. В целях усиления обороны Финского залива, Або-Аландского района, Моонзунда и Рижского залива провёл в 1915 году установку 10 новых береговых батарей на флангах Центральной минно-артиллерийской позиции, создал линию противолодочных сетей; сформирована Або-Аландская укреплённая позиция, начато создание передовой позиции между полуостровом Ганге и островом Даго. Продолжил установку минных заграждений в Ирбенском проливе, у Моонзунда и западных берегов Даго и Эзеля. Приступил к созданию противовоздушной обороны. 10 апреля 1916 года произведён в адмиралы Российского флота «за отличие по службе». Автор проекта десантной операции летом 1916 г. 6 сентября 1916 года Канин был заменён А. И. Непениным и назначен членом Государственного совета. По воспоминаниям многих офицеров, одной из причин отставки командующего флотом были дипломатические претензии Швеции по поводу нарушений шведского нейтралитета кораблями Балтийского флота.

### Революция, гражданская война в России и эмиграция
После Февральской революции в апреле-июне занимал пост 2-го помощника морского министра, в июне-декабре — члена Адмиралтейств-совета. 13 декабря 1917 года адмирал Канин В. А. уволен от службы.
Во время Гражданской войны с декабря 1918 по март 1919 года командовал Черноморским флотом в составе ВСЮР. С 21 декабря 1918 по апрель 1919 года участвовал в работе Крымского Правительства — Морской министр Второго Крымского краевого правительства С. С. Крыма. Командование ВСЮР оценивало деятельность Канина как бездействие, решительных мер к восстановлению кораблей и превращения флота в боеспособную единицу он не предпринимал, а сорванная эвакуация Севастополя при приближении к нему красных в начале апреля 1919 года стала причиной его снятия с должности.
В апреле 1919 года эмигрировал во Францию. Умер в Марселе. Похоронен на городском кладбище Сен-Пьер.

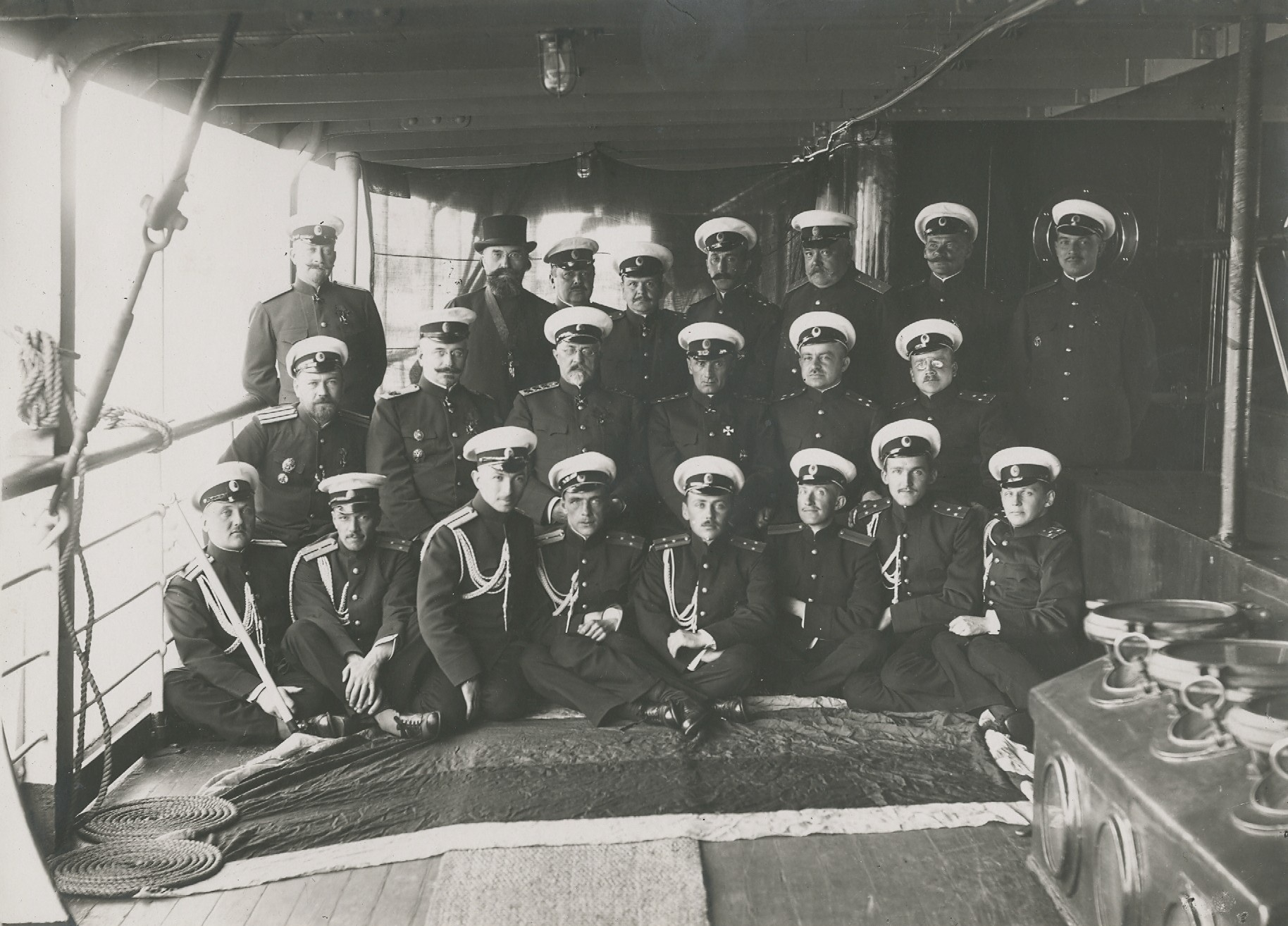
Командующий Балтийским флотом адмирал Канин и его штаб на палубе посыльного судна «Кречет» (июль 1916). В первом ряду второй справа капитан 2-го ранга Фёдор Юльевич Довконт, самый крайний слева капитан 1-ранга Сергей Николаевич Тимирёв; во втором ряду слева направо: капитан 1-го ранга Василий Михайлович Альтфатер, начальник штаба контр-адмирал Николай Митрофанович Григоров, адмирал Василий Александрович Канин, контр-адмирал Александр Васильевич Колчак, капитан 1-го ранга князь Михаил Борисович Черкасский, неизвестный; в третьем ряду второй справа капитан 1-го ранга Иван Иванович Ренгартен

## Награды
- Орден Святой Анны 3-й степени (6 декабря 1897)
- Орден Святого Станислава 2-й степени (6 декабря 1901)
- Орден Святой Анны 2-й степени (1907)
- Орден Святого Владимира 4-й степени с бантом за 20 кампаний (1908)
- Орден Святого Владимира 3-й степени (1911)
- Орден Святого Станислава 1-й степени (6 декабря 1914)
- Мечи к ордену Святого Станислава 1-й степени (24 декабря 1914)
- Георгиевское оружие (18 апреля 1915)
- Орден Святой Анны 1-й степени с мечами (6 июля 1915)
- Орден Святого Владимира 2-й степени с мечами (28 сентября 1915)
- Серебряная медаль «В память царствования императора Александра III» (1896)
- «Золотой знак в память окончания полного курса наук Морского кадетского корпуса» (1910)
- Светло-бронзовая медаль «В память 300-летия царствования дома Романовых» (1913)
- Светло-бронзовая медаль «В память 200-летия морского сражения при Гангуте» (1915)

Иностранные:
- Румынский орден Короны, командорский крест (1901)
- Болгарский орден «За военные заслуги» 3-й степени (1903)
- Иерусалимский крест Животворящего Древа (Иерусалимский патриархат, 1 января 1904)
- Греческий орден Спасителя, командорский крест (1908)
- Французский орден Почётного легиона, большой офицерский крест (21 марта 1916)